# H6 (Slovenië)
De H6 of Hitra Cesta 6 is een autoweg in het Sloveense deel van Istrië. De aanleg is begonnen in 1979.